# در شهر من
«در شهر من» تک‌آهنگی از هنرمند اهل هند پریانکا چوپرا، ویل.آی.ام است که در ۱۴ سپتامبر ۲۰۱۲ منتشر شد.